# 인천광역시중앙도서관
인천광역시 중앙도서관은 대한민국 인천광역시 남동구에 있는 공공도서관이다.

## 연혁
인천직할시 조례 제1592호에 따라 1983년에 인천직할시 중앙도서관으로 개관하였다. 1984년 이동도서관과 순회문고를 개설하고, 1994년 전산실을 신설하였다. 1995년 인천직할시의 광역시 승격으로 인천광역시 중앙도서관으로 이름을 바꾸었다. 2001년부터 디지털 자료실을 운영하고 있다.

## 시설

인천광역시교육청 정문에서 바라본 모습

도서관 건물은 지하 1층, 지상 5층 규모로 인천광역시교육청 부지 내에 있다.
- 지하 1층: 식당 및 매점, 평생학습실
- 1층: 관장실, 관리과, 아동주부열람실, 관외봉사계
- 2층: 문헌정보과, 제4열람실, 문화누리터, 전산실, 참고·정기간행물실
- 3층: 열람봉사실, 제1·2열람실, 제3열람실
- 4층: 평생교육운영과, 디지털자료실, 일반자료실
- 5층: 옥탑휴게실

## 참조
1. ↑  “자료현황”. 《인천광역시중앙도서관》.
2. ↑  “연혁”. 《인천광역시중앙도서관》.